# Kanton Le Bourget
Kanton Le Bourget (fr. Canton du Bourget) je francouzský kanton v departementu Seine-Saint-Denis v regionu Île-de-France. Tvoří ho tři obce.

## Obce kantonu
- Drancy (severní část)
- Dugny
- Le Bourget